# 弗兰·比利亚尔瓦
弗朗西斯科·何塞·比利亚尔瓦·罗德里戈（西班牙語：Francisco José Villalba Rodrigo，1998年5月1日—），是一位西班牙職業足球員，司職中場，目前效力西乙球會希杭。

## 球會生涯

### 巴伦西亚
比利亚尔瓦是巴伦西亚的青訓球員，2015年2月1日，年僅16歲的他便替華倫西亞B隊首次上場，在下半場換入參加對哈蒂瓦奥林匹克的西班牙足球乙二级联赛，結果以2-1落敗。之後在該球季他獲得另外兩次上場紀錄，皆是替補換入。
2015年12月16日，他首次替巴伦西亚上場參加西班牙國王盃，在下半場換入，該比賽最終以2-0取勝。12月31日，他首次在西甲聯賽上場，在84分鐘換入，但最終仍以1-0不敵比利亞雷阿爾。
2018年7月12日，他被外借至西乙球會努曼西亞至季末。9月16日對希洪體育的比賽，他打進首顆進球，使球隊進平成1比1，但後來他被紅牌離場。

### 伯明翰城
2019年8月7日，比利亚尔瓦轉投英格蘭球會伯明翰，簽約三年。三年後便上場參加以1比1打平布里斯托尔城的聯賽。10月6日打進在伯明翰的首顆進球，使球隊以2-1擊敗米德尔斯堡。然而他的位置已經有丹尼爾·克勞利和新冒起的青訓球員祖德·贝林厄姆，使比利亚尔瓦退出參賽名單。該球季最後一次上場是12月21日以3-0不敵赫尔城的賽事。
2020年1月27日，他被外借至西乙球會阿爾梅里亞至季末，該外借協議含有購買權。在2019冠状病毒爆發前，他共上場5次打進1球，復賽後他的外借期被延長至球季餘下賽事。整個外借期間他共上場18次打進2球，而球會在晉級附加賽輸給赫罗纳而宣告晉級失敗。
20/21球季，比利亚尔瓦的外借延長至季末，並附有購買權。

## 外部連結
- 弗兰·比利亚尔瓦－UEFA國際賽競賽紀錄